# T'Pol
T'Pol è un personaggio immaginario dell'universo fantascientifico di Star Trek. Interpretata dall'attrice Jolene Blalock, appare nella serie televisiva Star Trek: Enterprise. T'Pol è un ufficiale vulcaniano, che, con il grado di sub-comandante, serve a bordo della nave stellare Enterprise NX-01 capitanata da Jonathan Archer.

## Storia del personaggio
T'Pol è il primo ufficiale vulcaniano a servire per un tempo prolungato su un vascello umano, prestando servizio a bordo dell'Enterprise NX-01 per dieci anni, dal 2151 al 2161, in qualità di Primo Ufficiale. Come sub-comandante in servizio dell'Alto Comando Vulcaniano, viene collocata a bordo dell'Enterprise nell'aprile del 2151, come osservatore del capitano Jonathan Archer e del suo equipaggio, poiché l'Alto Comando ritiene che l'umanità non sia ancora pronta per l'esplorazione interstellare. Dopo il successo della missione iniziale sull'Enterprise, venne confermata la missione esplorativa della nave e T'Pol richiede di rimanere a bordo.
T'Pol rimane a bordo dell'Enterprise nonostante vari tentativi dei suoi superiori di richiamarla su Vulcano. La decisione di rimanere compremette però la sua immagine presso i suoi superiori ma accresce il supporto del capitano Archer. Alla fine dà le dimissioni dall'Alto Comando e accetta un incarico nella Flotta Stellare nel 2154, cosa che le frutta il grado di comandante.
All'inizio T'Pol viene accolta con risentimento e sospetto dall'equipaggio della nave terrestre ed è costretta a guadagnarsi la fiducia dei compagni ufficiali. La mente scientifica di T'Pol si evolve da una situazione di fiducia incondizionata ai "dogmi" del Direttorato Scientifico Vulcaniano a una di continua interrogazione e scoperta. Anche se non si oppone direttamente alle regole del Direttorato Scientifico, la sua esperienza a bordo dell'Enterprise le prova che queste possono anche rivelarsi sbagliate.
T'Pol viene considerata comunque considerevolmente soggetta alle proprie emozioni, molto più degli altri vulcaniani, e ha sempre difficoltà a mantenerne il controllo. Una situazione questa che preoccupa la di lei madre. Le sue emozioni divengono ancora più difficili da tenere sotto controllo dopo l'esposizione a una sostanza tossica, il Trellium-D, che danneggiano la parte del suo cervello responsabile del controllo delle emozioni.

## Sviluppo
Il produttore Rick Berman aveva inizialmente pensato ad una versione più giovane di T'Pau come ufficiale vulcaniano in servizio sulla nave stellare Enterprise, ma a causa di difficoltà giuridiche legate al personaggio originale della serie, i produttori hanno così creato il personaggio di T'Pol.
Durante l'intera serie Enterprise, T'Pol non pronuncia mai la classica frase di saluto vulcaniana "Lunga vita e prosperità", con la sola eccezione del doppio episodio In uno specchio oscuro. T'Pol non fa nemmeno il tradizionale saluto vulcaniano con la mano.

## Interpreti
Il personaggio di T'Pol viene impersonato dall'attrice statunitense Jolene Blalock, che la interpreta in 97 dei 98 episodi della serie.
Nell'edizione italiana della serie televisiva, il personaggio di T'Pol viene doppiato da Monica Gravina.

## Filmografia
- Star Trek: Enterprise - serie TV, 97 episodi (2001-2005)

## Libri (parziale)

### Romanzi
- (EN) Keith R.A. DeCandido, The Brave and the Bold, collana Star Trek, The Brave and The Bold, vol. 1, New York, Pocket Books, 2002, ISBN 0743419227.
- (EN) Michael A. Martin, The Romulan War. To Brave the Storm, collana Star Trek: Enterprise, n. 14, New York, Pocket Books, 2011, ISBN 1451607156.

## Videogiochi
- Star Trek Timelines (2020)